# 艾利斯·哈利
亚历山大·莫里·帕尔默·“亚历克斯”·哈利（英語：Alexander Murray Palmer "Alex" Haley，1921年8月11日—1992年2月10日），是一位美國作家。他最著名的作品是1976年出版的《根》。美国广播公司於1977年將該書改編成同名電視劇集，獲得破記錄1.3億觀眾收看。該書及電視劇於美國提升了公眾對美國黑人歷史的意識，並引發對系譜學的廣泛興趣。
艾利斯·哈利首本著作為出版於1965年的《麥爾坎·X自傳》，由與麥爾坎·X多次長時間面談而寫上的作品。他死前正撰寫第二本家族歷史小說，並要求大衛·史蒂文斯協助完成，後成書《昆恩：美國家族的故事》，又改編為電視劇集《艾利斯·哈利的昆恩》，並於1993年首播。

## 早年生活與教育

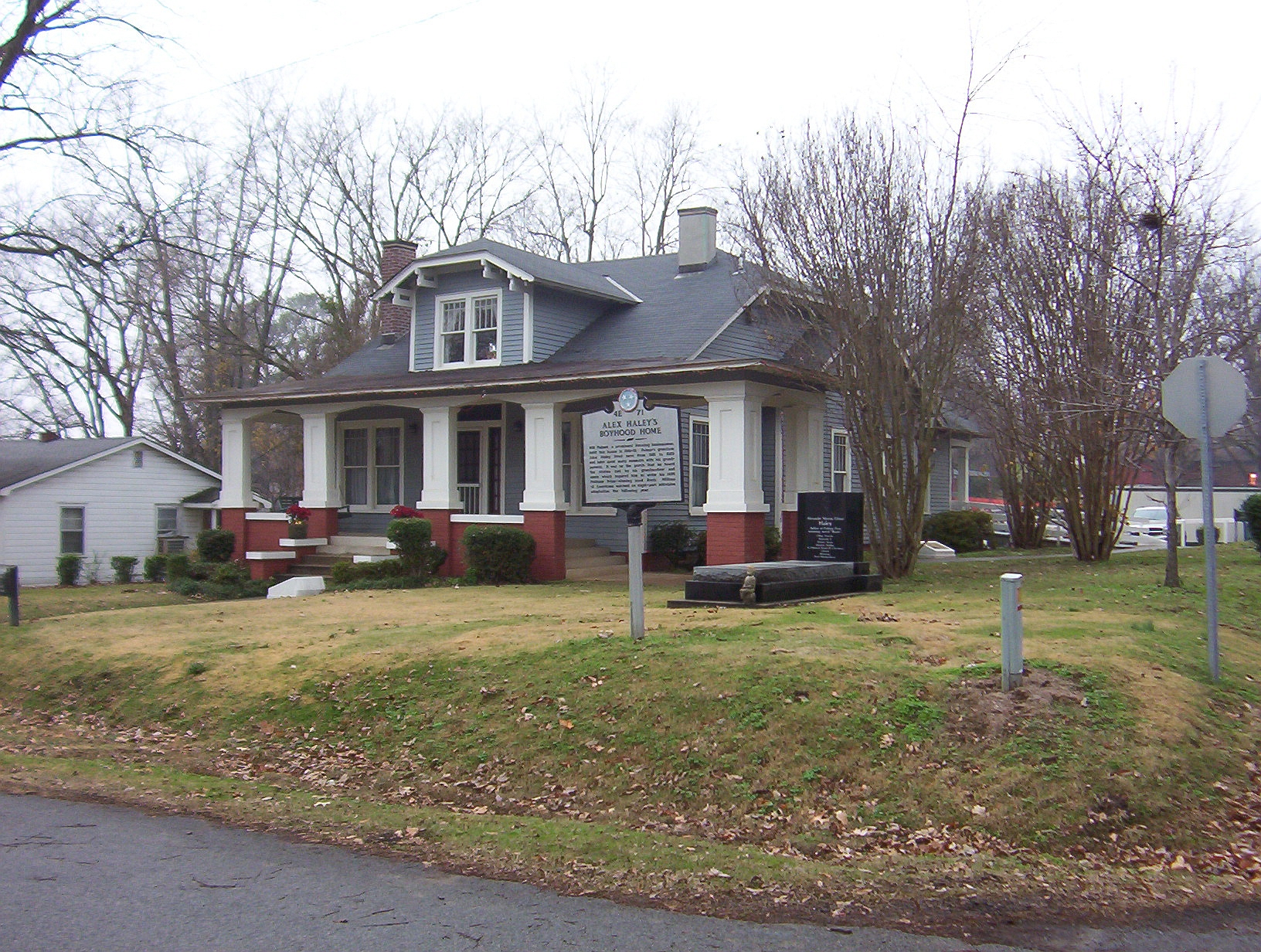
艾利斯·哈利於亨寧的童年故居

1921年8月11日，哈利出生在紐約州伊薩卡，是三兄弟中年紀最大的一個，也有一個同父異母的妹妹。哈利與他的家人住在田納西州亨寧，並於五歲時與家人返回伊薩卡。哈利的父親是阿拉巴馬農工大學的農學教授西蒙·哈利，母親則是亨寧長大的伯莎·喬治·哈利。家族有非洲、曼丁戈、切羅基、蘇格蘭以及蘇格蘭-愛爾蘭血統。年輕的哈利對父親以及他對種族主義障礙的克服相當自豪。
艾利斯·哈利如父親一樣於15歲獲艾康州立大學錄取，該大學為密西西比州的傳統黑人大學。一年後，他改為就讀於北卡羅萊納州伊麗莎白市伊麗莎白市州立大學，同為傳統黑人大學。次年，從大學退學。其父親認為艾利斯·哈利需要紀律與成長，故說服兒子於年滿18歲時參軍。1939年5月24日，艾利斯·哈利開始了他20年的美國海岸警衛隊職業生涯。
艾利斯·哈利利用系譜學將母系祖先追蹤至珠富雷。

## 美國海岸警衛隊

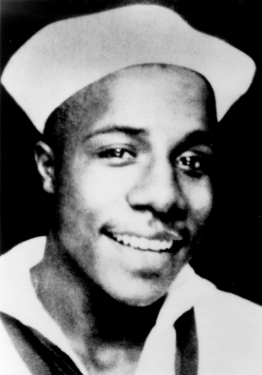
艾利斯·哈利加入了美國海岸警衛隊

哈利入役時為食堂服務員，後獲晉升為下士等級的二管事，當時少數開放予黑人的職位。太平洋战争期間，哈利自學如何撰寫故事。服役期間，其他水手經常付費以讓哈利協助寫情書予他們的女朋友。哈利指他和船員在長期航行面臨最大的敵人不是日軍，而是無聊。
第二次世界大战後，艾利斯·哈利向美國海岸警衛隊請願以調職至記者，並於1949年調職後晉升為上士，其後又升為士官長，直至1959年退休。哈利是美國海岸警衛隊首位首席記者，因其寫作技巧而專為其設立的職級。
哈利於海岸警衛隊取得的勛章包括品行優良獎章（配以服役星章銀銅各一枚）、本土防禦服役獎章（配以「海」勳飾）、美國本土作戰獎章、亞太作戰獎章、歐洲-非洲-中東作戰獎章、第二次世界大戰勝利獎章、韓國服役獎章、國防部服役獎章、聯合國服役獎章以及海岸警衛隊專業射手獎章。南韓於其死後十年亦追頒戰爭服役獎章。

## 寫作生涯
自海岸警衛隊退役後，哈利開展其新闻学的新一頁，最終成為《读者文摘》的資深編輯，並為該杂志撰寫了一篇有關其弟成為南方法律學校首個黑人學生的過程。

### 花花公子
哈利為《花花公子》杂志進行為第一場訪問，並從爵士樂演奏家邁爾士·戴維斯處取得其對種族歧視的坦率想法及感受。該訪問的內容於花花公子1962年9月刊登。該場訪問的風格亦成為了杂志的特色。马丁·路德·金與哈利為花花公子的訪談亦是已發表的訪問中最長者。
1960年代間哈利負責了數場著名訪問，包括美國納粹黨主席乔治·林肯·洛克威尔。後者得到保證撰稿人並非犹太人後同意與哈利會面。洛克威尔於會面期間將手槍一直放於桌面之上，但哈利依然維持其專業態度。該場訪問於《根：次世代》中重現，由占士·艾·鍾斯飾演哈利，马龙·白兰度飾演洛克威尔。哈利亦曾訪問穆罕默德·阿里，杰克·鲁比的辯護律師馬文·貝利、藝人小沙米·戴維斯、足球員占·布朗、電視主播约翰尼·卡森以及音樂制作人昆西·琼斯。

### 麥爾坎·X自傳

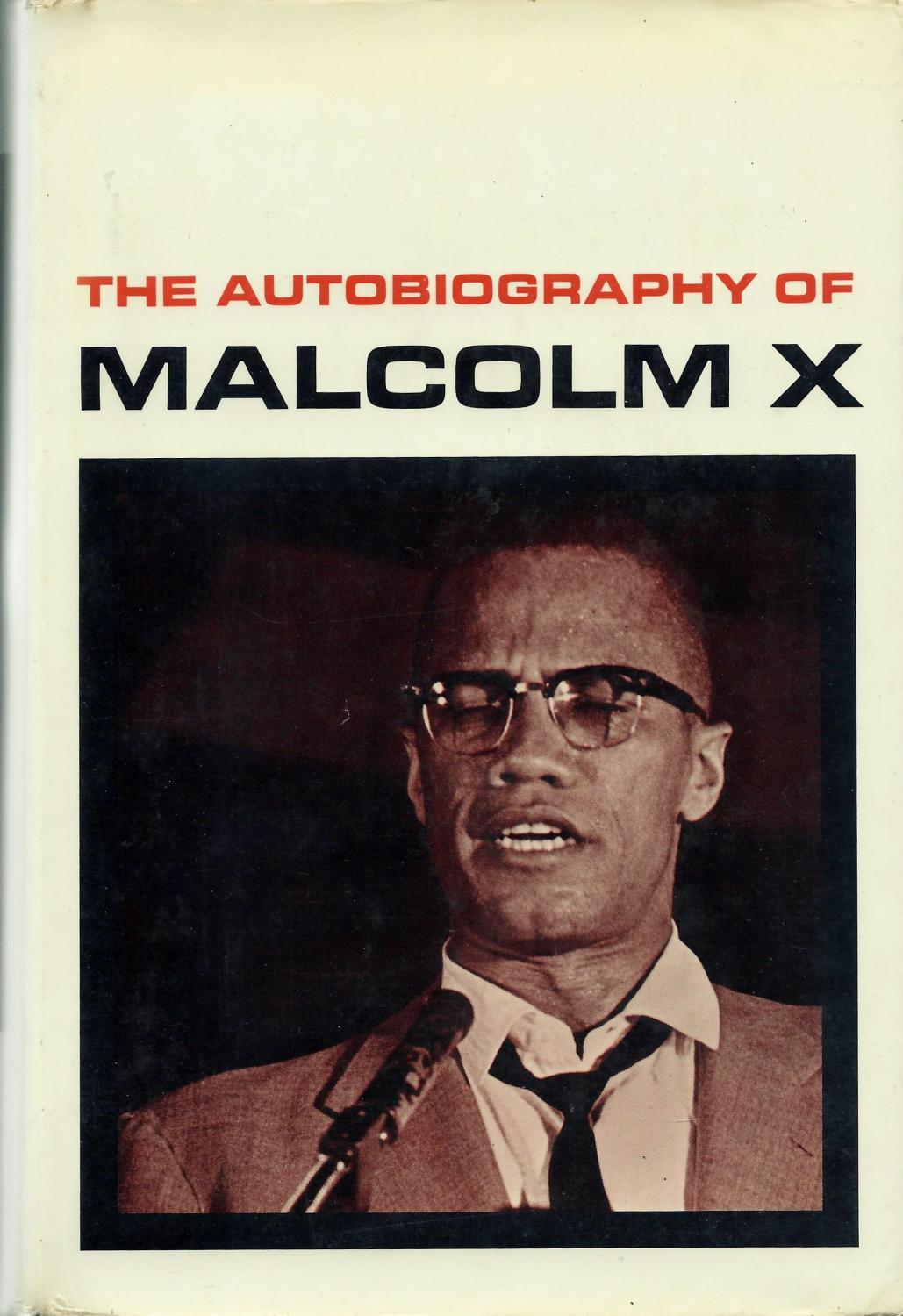
《麥爾坎·X自傳》1965年初版

《麥爾坎·X自傳》為哈利首本著作，出版於1965年，當中描寫了麥爾坎·X由街頭罪犯到伊斯兰民族發言人再到改宗遜尼派的轉變。當中亦描述了麥爾坎·X有關黑人自豪、黑人國族主義以及泛非主义的哲學。哈利亦為該書撰寫了後記以總結麥爾坎·X的終結，包括其於紐約的刺殺。
哈利用了1963年至1965年間50餘場深入訪談來為麥爾坎·X代筆撰寫。1960年哈利為读者文摘撰寫伊斯兰國度的文章時兩人首次見面，並於其後花花公子訪談中亦再次見面。早期的訪問為哈利帶來了挫折，因為麥爾坎·X在訪問中討論了伊斯兰國度的首領以利亚·穆罕默德卻沒有談及自身。哈利提醒麥爾坎·X該書主題為後者時卻使後者變得憤怒。數次見面後哈利問及麥爾坎·X的母親，從而令他說出自已的身世。
《麥爾坎·X自傳》於1965年出版後經常成為暢銷書，《纽约时报》指至1977年為止售出了六百萬本。1998年《時代雜誌》將該書列為20世紀十大富影響力非虛構作品之一。1966年哈利借此書獲得安斯非德-禾夫圖書獎。

### Super Fly T.N.T.
1973年哈利寫了唯一一部電影劇本：《Super Fly T.N.T.》。

### 根

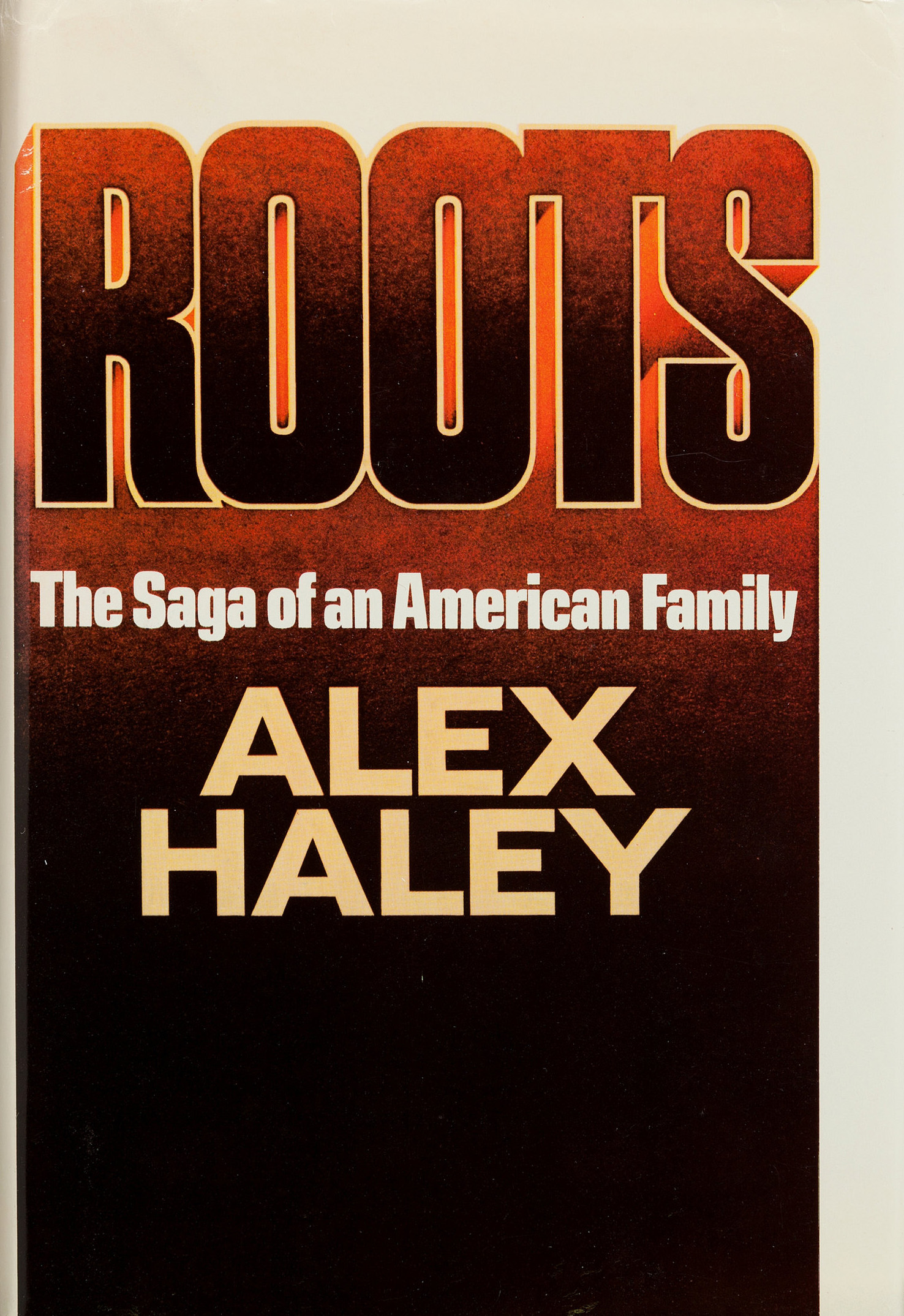
《根》1976年初版

1976年哈利出版《根》，一本建基於家族歷史的小說，追溯至美國奴隶制時期。故事中主角康大於1767年冈比亚被擄走後運至马里兰省售為奴隶。哈利聲稱其為康大的第七代後人，而小說中包含了二十年跨洲的研究及寫作。他曾到訪珠富雷村（又譯佳福村），並於當地聆聽族中歷史長老講述康大被擄走的故事。哈利亦追查到奴隶船的記錄，利戈尼爾伯爵號，並指該船將其祖先運至美洲。
哈利指一世中最感動的時刻為1967年9月29日站於安纳波利斯之時，於200年前其祖先從非洲抵達當地。安纳波利斯的中心設有一紀念像，描述了哈利向腳邊的兒童講述故事的情景。
《根》以37種語言出版，而哈利亦借此取得1977年普利茲獎。同年，
《根》由美国广播公司改篇成同名電視劇集。劇集大受歡迎，觀眾達破紀錄1.3億人。《根》指出美國黑人有長久歷史，而並非所有那段時期的歷史都已失落。亦由此啟發了大眾對於系譜學的興趣。
1979年美国广播公司播放該電視劇集的续作：《根：次世代》，延續了康大後代的故事，並以哈利前往珠富雷村的情景作結。不同年紀的哈利分別由克里斯多福·聖約翰、戴蒙·埃文斯以及占士·艾·鍾斯飾演。2016年，歷史頻道播放了該電視劇集的重製版，哈利由勞倫斯·費許朋飾演。
哈利曾短暫於汉密尔顿学院就職「駐校作家」，並於當時開始撰寫此作。

### 抄襲訴訟及其他批評
《根》曾受兩場抄襲及侵犯版權指控。瑪格莉特·獲加的敗訴，但哈羅德·高蘭德的訴訟則成功，其小說《非洲人》描述了一個遭奴隶商人擄走，繼而嘗試於美洲種植園維持非洲傳統的故事。哈利承認該書數段文字能於《根》中找到，並於1978年賠償65萬美元後達成庭外和解。
系譜學家亦認為哈利於《根》的研究和結論有爭議。該名甘比亞族中歷史長老並非真正的長老，而康大的故事可能為一循环报道，哈利的觀點流傳後回到自身。所有內戰前的維珍尼亞州及北卡羅來納州書面紀錄與《根》一書所記載的事蹟無法匹配，部分哈利的家族故事可從書面紀錄中找到，但系譜學將與《根》中所描寫的有所區分。
哈利雖為美國最暢銷的作家，但他及他的作品皆從《諾頓非裔美國人選集》中剔除。選集編輯之一哈佛大学教授亨利·路易斯·盖茨否認剔除與哈利作品的爭議有關。1998年盖茨認同《根》一書所帶來的懷疑，指大多數人認為哈利極少機會真的到達其祖先曾居住的村落，《根》為虛構作品而非嚴謹歷史學術作品。

## 其後生活與死亡
1980年代早期哈利與华特迪士尼公司合作於艾波卡特建設一座赤道非洲亭樓。哈利於艾波卡特開幕當天現身CBS，與主持人凱丹尼討論其計劃和概念。最終亭樓因政治和經濟因素未有建成。
1970年代後期哈利開始基於家族歷史撰寫第二本歷史小說，追溯至其祖母昆恩，後者為黑人女奴與白人主人的女兒。哈利於西雅圖死於心臟病發，並未能完成作品。他葬於亨寧兒時家園附近。受其委托，大衛·史蒂文斯繼續將書完成，並出版為《昆恩：美國家族的故事》，其後於1993年改篇為電視劇集《艾利斯·哈利的昆恩》。
哈利生前於田纳西州克林顿 (田纳西州)購入一小農場。農場距離阿帕拉契博物館僅數英里遠。哈利於農場中居住直至去世，死後農場售予兒童保護基金，並更名為艾利斯·哈利農場。基金將農場用作國家訓練中心。建築師林璎將附近一空置穀倉改建，現為基金的圖書館。

## 獎項及榮譽
- 1977年獲美国全国有色人种协进会頒發的斯賓甘獎章（英语：Spingarn Medal），以表揚其於《根》的研究與文學貢獻[34]
- 1977年獲成就學會（英语：Academy of Achievement）頒發金盤獎[35]
- 美國海岸警衛隊佩塔卢马訓練中心（英语：Training Center Petaluma）的食品大樓以其命名
- 1999年一艘巡邏艇（英语：USCG Cutter）按其命名為艾利斯·哈利號巡邏艇（英语：USCGC Alex Haley）[36]
- 美國海岸警衛隊每年頒發首席記者艾利斯·哈利獎予發表有關海岸警衛隊故事的文章作家或攝影師[37]
- 2002年南韓追授韓戰服役獎章（英语：Korean War Service Medal），美國政府直至1999年前皆禁止美國軍人取得此獎章[38][39]

## 作品
- 《麥爾坎·X自傳（英语：The Autobiography of Malcolm X）》（1965年）
- 《Super Fly T.N.T.》（1973年）
- 《根（英语：Roots: The Saga of an American Family）》（1976年）
- 《艾利斯·哈利尋根的故事》（1977年）
- 《另類聖誕》（1988年）
- 《昆恩：美國家族的故事（英语：Queen: The Story of an American Family）》（1992年）
- 《艾利斯·哈利：花花公子訪問》（1993年）
- 《切勿回頭：塞拉神父的任務》（1993年）
- 《費洛拉的家庭（英语：Mama Flora's Family）》（1998年）

## 遺產

### 艾利斯·哈利個人作品集
位於諾克斯維爾的田納西大學圖書館的特別館藏部收藏了一套艾利斯·哈利個人作品集，當中包括筆記、目錄、研究、法律文件等，由1977年起記錄《根》的進程。當中亦包括哈羅德·高蘭德對哈利、道布尔戴出版社及其他人的訴訟文件。部分個人收藏則位於劳德代尔堡的非裔美國人研究圖書館及文化中心。

### 康大-艾利斯·哈利紀念像
安纳波利斯設有一紀念像，描述了哈利向腳邊的兒童講述故事的情景，用以紀念康大於1767年到達美國。紀念像於2002年6月12日樹立。

### 腳注
1. 1 2 3 4  Wynn, Linda T. . Tennessee State University Library.   [2013-10-07]. （原始内容存档于2004-08-03）.
2. ↑  . Phoenix New Times. November 11, 1992  [2020-09-13]. （原始内容存档于2013-12-11）.
3. 1 2  Stringer, Jenny (ed), The Oxford Companion to Twentieth-Century Literature in English (1986), Oxford University Press, p 275
4. 1 2  Pace, Eric. . The New York Times. 1992-20-02  [2010-06-02]. （原始内容存档于2010-09-13）.
5. ↑  Perks, Robert; Thomson, Alistair (编). . Routledge. 2003: 9 [1998]  [2013-11-04]. ISBN 978-0-415-13351-7. （原始内容存档于2021-01-26）.
6. 1 2  Thompson, Krissah. . The Washington Post. 2017-11-14  [2017-11-19]. （原始内容存档于2017-11-19）.
7. ↑  . March 1, 2009  [April 13, 2015]. （原始内容存档于2019-06-05）.
8. ↑  David Lowenthal. . : 218.
9. ↑  Marc R. Matrana. . : 117.
10. ↑  . April 7, 2009  [April 13, 2015]. （原始内容存档于2015-04-14）.
11. 1 2 3 4  African Americans in the U.S. Coast Guard, US Coast Guard Historians Office
12. ↑  . The Final Call. 1999-07-13  [2020-09-13]. （原始内容存档于2017-10-06）.
13. ↑  Packard, Jerrold M. . New York: St. Martin's Griffin. 2002: 189. ISBN 0-312-26122-5.
14. ↑  Shah, Haresh. . Playboy Stories. 2013-12-13  [2019-01-01]. （原始内容存档于2019-01-02）.
15. ↑  . Playboy.   [2015-05-01]. （原始内容存档于2015-05-05）.
16. ↑  Brown, Les. . 纽约时报. 1979-20-15  [2016-06-05]. （原始内容存档于2017-09-29）.
17. ↑  . The New York Times. 1992-09-11  [2010-06-01]. （原始内容存档于2014-03-04）.
18. 1 2 3  Haley, "Alex Haley Remembers", pp 243–244.
19. ↑  . Eyes on the Prize: America's Civil Rights Movement 1954–1985（英语：Eyes on the Prize）, American Experience. PBS.   [2010-05-31]. （原始内容存档于2010-04-23）.
20. ↑  Seymour, Gene. . Newsday. November 15, 1992  [June 2, 2010]. （原始内容存档于2012-01-11）.
21. ↑  Gray, Paul. . Time. 1998-06-08  [2010-04-25]. （原始内容存档于2010-07-23）.
22. ↑  . Anisfield-Wolf Book Awards.   [2016-06-05]. （原始内容存档于2014-12-09）.
23. ↑  Kirichorn, Michael. . The New York Times. 1976-06-27  [2018-06-06]. （原始内容存档于2018-06-12）.
24. ↑  Daemmrich, JoAnna. . The Baltimore Sun. 1992-09-11  [2018-04-03]. （原始内容存档于2018-04-04）.
25. ↑  "Special Awards and Citations" （页面存档备份，存于）. The Pulitzer Prizes. Retrieved 2013-11-02.
26. ↑  Stanford, Phil. . The Washington Star. 1979-04-08: F.1.
27. ↑  Lubasch, Arnold H. . The New York Times. 1978-12-15  [2018-01-29]. （原始内容存档于2018-02-14）.
28. ↑  Ottaway, Mark. . The Sunday Times. April 10, 1977: 17, 21.
29. ↑  MacDonald, Edgar. "A Twig Atop Running Water – Griot History," Virginia Genealogical Society Newsletter, July/August 1991
30. ↑  Mills, Elizabeth Shown; Mills, Gary B. . National Genealogical Society Quarterly. 1984-03, 72 (1).
31. ↑  Beam, Alex. . The Boston Globe. 1998-10-30.
32. ↑  Hill, Jim. . Jim Hill Media. 2006-06-12  [2015-06-09]. （原始内容存档于2015-06-10）.
33. ↑  "Museum staff members visit Alex Haley Farm", Museum of Appalachia Newsletter, June 2006.
34. ↑  NAACP Spingarn Medal 的存檔，存档日期August 2, 2014，.
35. ↑  . www.achievement.org. American Academy of Achievement.   [2020-09-13]. （原始内容存档于2016-12-15）.
36. ↑  Alex Haley USCG cutter （页面存档备份，存于）, US Coast Guard
37. ↑  Medals and Awards Manual, COMDTINST M1650.25D (May 2008), US Coast Guard
38. ↑  . United States Army Human Resources Command. 美国陆军. April 11, 2016  [2016-06-04]. （原始内容存档于2021-01-28）.
39. ↑  . Air Force Personnel Center. 美国空军. August 5, 2010  [2016-06-04]. （原始内容存档于2016-04-01）.
40. ↑  Haley, Alex. .   [October 6, 2011]. （原始内容存档于2012-04-25）.
41. ↑  .   [2022-03-26]. （原始内容存档于2020-11-25）.
42. ↑  .   [2020-08-11]. （原始内容存档于2020-08-14）.